# Niclas Wahlgren (musikalbum)
Niclas Wahlgren är Niclas Wahlgrens självbetitlade andra studioalbum, utgivet den 1 oktober 1984. Skivan innehåller hiten "I natt".

## Låtlista
Sida A
1. En gång och aldrig mer – 3:13
2. I natt – 3:49
3. Mary-Lou – 3:53
4. Värme – 4:02
5. Ensam – 4:30

Sida B
1. Primadonna – 4:13
2. Ängel – 3:58
3. Ingenting – 3:08
4. Minnen – 3:35
5. Elden brinner – 4:29

## Medverkande
- Niclas Wahlgren – sång
- Nalle Påhlsson – basgitarr och gitarr
- Anders Uddberg – keyboards och flygel
- Tommy Ekman – keyboards och synthesizer
- Jan-Erik Perning – trummor och slagverk
- Kjell Löfbom – gitarr
- Ronny Lahti – körsång på "En gång och aldrig mer", "I natt", "Värme" och "Ingenting"